# ゲンナジー・ヤナーエフ
ゲンナジー・イワノヴィッチ・ヤナーエフ（Генна́дий Ива́нович Яна́ев、Gennadii Ivanovich Yanayev、1937年8月26日 - 2010年9月24日）は、ソビエト連邦の政治家。ソ連副大統領。1991年8月クーデターの首謀者の一人。ロシア人。

## 来歴・人物
1937年8月26日、ゴーリキー州（現在のニジニ・ノヴゴロド州）ペレヴォース地区ペレヴォース村に生まれる。ゴーリキー農業大学を卒業する。1959年、ゴーリキー州技術修理機械化部に勤務する。
1962年、ソ連共産党に入党する。その後、全ソ通信制教育法科大学を修了し、歴史学博士候補号を授与される。1963年コムソモール活動に専従職員として参加。ゴーリキー州コムソモール第一書記を経て、1968年ソ連青少年団体委員会議長に選出された。
その後、労働組合活動に移り、全ソ労組中央評議会書記、副議長を経て1990年には議長を務めた。
1990年12月、ミハイル・ゴルバチョフ大統領は大統領制を導入するに当たって、当初、副大統領候補として念頭に置いていたのは、外相としてゴルバチョフを支えてきたエドゥアルド・シェワルナゼであった。しかし、シェワルナゼは独裁の危機を訴えて外相を電撃的に辞任した。代わってゴルバチョフが副大統領候補に持ち出したのがヤナーエフである。
クーデターの前年にあたる1990年7月のソ連共産党大会で中央委員に選出され、その後、政治局員兼書記に選出された。ソ連人民代議員でもあり、人民代議員大会の最大会派「共産主義者」の議長であった。
人民代議員大会で副大統領に選ばれた際には、第1回投票では急進改革派や独立志向の強い共和国から選出された代議員の反対で当選に必要な得票を獲得できなかったが、シェワルナゼに去られ焦燥するゴルバチョフがヤナーエフの選出に固執し、選挙のやり直しを強硬に求めたため、再投票の結果、副大統領に選出された。副大統領就任に伴い政治局員を辞任。ゴルバチョフは、ヤナーエフが議会における最大会派の代表であったことと、上の者の命令に忠実な点、さらに豊富な訪日歴（12回ないし13回とされる）に代表される国際交流経験・交渉力を買ったとされる。しかしながら政治的には保守派であり、一般には元政治局員のエゴール・リガチョフ、国家保安委員会（KGB）議長ウラジーミル・クリュチコフと並んでレオニード・ブレジネフの流れを汲む守旧派の中心人物と見られていた。この観測は的を射ていた。
ソ連末期の1991年にゴルバチョフが再び改革にかじを切り、15のソビエト社会主義共和国への地方分権付与などが盛り込まれた新連邦条約の調印を決定するが、これに異を唱え、締結1日前の同年8月19日にクーデターを敢行。国家非常事態委員会を組織した中心人物となる。モスクワで非常事態宣言を発令、大統領の健康が悪化したことから職務遂行が困難であると偽りの情報を公表し、これを理由に自ら大統領代行に就任した。しかし、結局クーデターは3日間で失敗に終わり、クーデター黒幕のアナトリー・ルキヤノフらと同じくヤナーエフも逮捕、収監された。

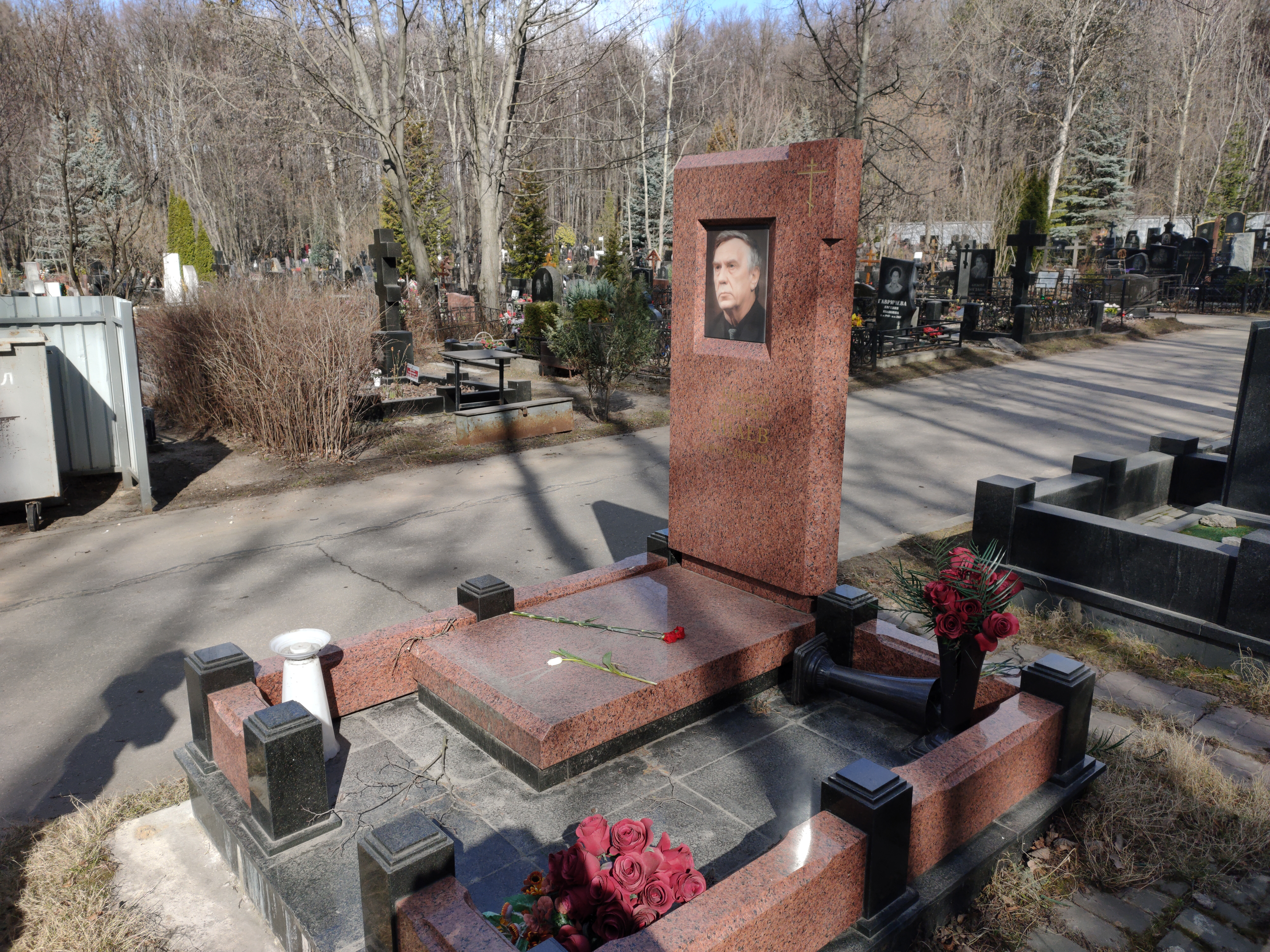
ヤナーエフの墓(2020年撮影)。

2010年9月、死の数日前に入院し、肺癌と診断された。同年9月24日、肺の重篤な病により逝去。73歳没。結果として1991年12月のソビエト連邦の崩壊もあり、ソビエト連邦唯一の副大統領就任者でもあった。